# Ağdam (Khojavend)
Ne doit pas être confondu avec Agdam.
Ağdam est un village d'Azerbaïdjan situé dans le raion de Khojavend. De 1993 à 2020, c'était une communauté rurale de la région d'Hadrout, au Haut-Karabagh, sous le nom d'Hakaku (en arménien Հակակու). En 2005, la population s'élevait à 145 habitants.

## Histoire
À l'époque soviétique, Hakaku faisait partie du district d'Hadrout au sein de l'oblast autonome du Haut-Karabagh.
De 1993 à 2020, la localité était une communauté rurale de la région d'Hadrout, au Haut-Karabagh.
Au cours de la deuxième guerre du Haut-Karabagh, le village passe sous le contrôle des forces azerbaïdjanaises le 9 novembre 2020, ce qui est confirmé par les autorités arméniennes.